# زورقان أحمر
زورقان أحمر (الاسم العلمي:Cymbidium erythraeum) هو نوع من النباتات يتبع جنس الزورقان من الفصيلة السحلبية.